# アントニオ・バッチ
アントニオ・バッチ (Antonio Bacci, 1885年9月4日 – 1971年1月20日) は、イタリア人のローマ・カトリック教会の枢機卿である。教皇ヨハネ23世により枢機卿に挙げられ、1931年から1960年まで、Secretariate of Briefs to Princes and of Latin Lettersを務めた。オッタヴィアーニの介入で果たした役割で最もよく知られている。

## 経歴
バッチはイタリアのフィレンツェの近くのジュニオーラで生まれ、1909年8月9日に司祭に叙階された。1910年から1922年にかけて、フィレンツェの神学校で教授および霊的指導者 ( spiritual director) を務めた。1922年にバッチはバチカン国務省にラテン語の専門家として入った。1923年3月15日に honorary chamberlain of his holinessに挙げられ、1931年に Secretariate of Briefs to Princes and of Latin Letters に任じられた。31年間もの長きにわたり同職を務め、教皇ピオ11世、ピオ12世、ヨハネ23世の在位の間、バチカンの重要文書のラテン語本文作成を担当した。バッチは1958年の教皇選挙(1958 papal conclave) に先立ち、「天と地との間の…社会の階級間の…[そして]キリスト教を拒否し迫害する人々を含めた諸国の間の架け橋」となることができる「聖なる教皇」("a saintly Pope" who could "be a bridge between heaven and the earth ... between the social classes ... [and] a bridge among nations, even those who reject and persecute Christian religion.") を求めた。
ヨハネ23世は、1960年3月28日の教会会議で彼を Sant'Eugenioの枢機卿(Cardinal-Deacon)に任命した。バッチ枢機卿はその後、1962年4月5日にカッパドキアのコロニア (Colonia in Cappadocia)の名誉大司教に任命され、翌4月19日にヨハネ23世から司教聖別を受けた。その際にジュゼッペ・ピッツァルドおよびベネデット・アロイジ・マゼッラ両枢機卿が共同奉献者を務めた。彼は1962年から1965年まで第2バチカン公会議に出席し、また教皇パウロ6世を選出した1963年のコンクラーベに参加した。
バチカンの主導的なラテン語の専門家の一人として、バッチはミサの現地語化に強く反対した。これはオッタヴィアーニの介入として知られているものであるが、84歳のバッチが、79歳のアルフレド・オッタヴィアーニとともに、彼はローマミサ典礼の改訂ミサ典礼文起案を批判するマルセル・ルフェーブル大司教の指導の下、神学者のグループによる研究を、自身らからの短い書簡とともに教皇パウロ6世に送った。書簡の中で両枢機卿は、この「研究」は、「新しい司式はその全体といいまたその詳細といい、トレント公会議の第22総会で宣言されたミサに関するカトリック神学から目を見張るばかりに逸脱しています。」…「ところでカトリック信者の良心が永遠に結ばれているのはまさにこの信仰である。従って、新しいミサが発布されると真のカトリック信者は劇的な選択の必要に直面する。」("represents, both as a whole and in its details, a striking departure from the Catholic theology of the Mass as it was formulated in Session 22 of the Council of Trent ... to which, nonetheless, the Catholic conscience is bound forever. With the promulgation of the Novus Ordo, the loyal Catholic is thus faced with a most tragic alternative.")」と述べた。
バッチの出版物の中にはラテン語の現代用語辞書である Lexicon Eorum Vocabulorum Quae Difficilius Latine Redduntur なるものもあり、この中にはバッチの考案した gummis salivaria ("チューインガム"), barbara saltatio ("ツイスト"), and diurnarius scriptor ("新聞記者")などのラテン語の新語が収録されている。この辞書は、後年 Lexicon Recentis Latinitatis に取って代わられるまでは、特にバチカンにおいて、現代ラテン語を書く者の標準的な参考文献であった。バッチは85歳でバチカンで死去し、生地であるジュニオーラに葬られた。

## 参照
1. ↑  “Seven New Hats”. Time. (1960年3月14日).  オリジナルの2012年11月3日時点におけるアーカイブ。
2. ↑  “Pastor of Souls”. Time. (1958年11月3日).  オリジナルの2011年1月31日時点におけるアーカイブ。
3. 1 2  “Milestones”. Time. (1971年2月1日).  オリジナルの2008年12月21日時点におけるアーカイブ。
4. ↑  “Holy Cross Seminary - AU” (英語). Holy Cross Seminary - AU. 2023年6月3日閲覧。
5. ↑  “オッタヴィアーニ・バッチ両枢機卿のパウロ６世教皇聖下への手紙（翻訳） １９６９年９月２５日”. Credidimus Caritati 私たちは天主の愛を信じた.   goo blog. 2023年6月23日閲覧。
6. ↑  “オッタヴィアーニ・バッチ両枢機卿の、新しい「ミサ司式」の批判的研究（続き） - Credidimus Caritati 私たちは天主の愛を信じた”. goo blog. 2023年6月23日閲覧。
7. ↑  “Ad Cultores Optimos”. Time. (1953年2月16日).  オリジナルの2008年12月22日時点におけるアーカイブ。